# Íþrótta- og ungmennafélag Keflavíkur 2007
Questa voce raccoglie le informazioni riguardanti il Keflavik nelle competizioni ufficiali della stagione 2007.

## Rosa
| N. |                      | Ruolo | Calciatore               |
| -- | -------------------- | ----- | ------------------------ |
| 12 | Islanda (bandiera)   | P     | Bjarki Guðmundsson       |
| 1  | Islanda (bandiera)   | P     | Ómar Jóhannsson          |
| 31 | Islanda (bandiera)   | P     | Símon Gísli Símonarson   |
| 3  | Islanda (bandiera)   | D     | Guðjon Árni Antoníusson  |
| 24 | Islanda (bandiera)   | D     | Garðar Eðvaldsson        |
| 26 | Islanda (bandiera)   | D     | Bjarki Þór Frímannsson   |
| 14 | Islanda (bandiera)   | D     | Þorsteinn Atli Georgsson |
| 15 | Islanda (bandiera)   | D     | Gísli Örn Gíslason       |
| 4  | Svezia (bandiera)    | D     | Kenneth Gustafsson       |
| 32 | Islanda (bandiera)   | D     | Davíd Örn Hallgímsson    |
| 22 | Islanda (bandiera)   | D     | Hallgrímur Jónasson      |
| 6  | Danimarca (bandiera) | D     | Nicolai Jørgensen        |
| 16 | Islanda (bandiera)   | D     | Óttar Steinn Magnússon   |
| 25 | Islanda (bandiera)   | D     | Ragnar Magnússon         |
| 2  | Islanda (bandiera)   | D     | Guðmundur Viðar Mete     |

| N. |                      | Ruolo | Calciatore                    |
| -- | -------------------- | ----- | ----------------------------- |
| 21 | Islanda (bandiera)   | C     | Hilmar Trausti Arnarsson      |
| 13 | Islanda (bandiera)   | C     | Einar Orri Einarsson          |
| 19 | Islanda (bandiera)   | C     | Einar Örn Einarsson           |
| 28 | Islanda (bandiera)   | C     | Viktor Guðnason               |
| 27 | Islanda (bandiera)   | C     | Sigurbjörn Hafþórsson         |
| 30 | Islanda (bandiera)   | C     | Högni Helgason                |
| 17 | Finlandia (bandiera) | C     | Marco Kotilainen              |
| 10 | Fær Øer (bandiera)   | C     | Símun Eiler Samuelsen         |
| 5  | Islanda (bandiera)   | C     | Jónas Guðni Sævarsson         |
| 29 | Islanda (bandiera)   | A     | Stefán Örn Arnarson           |
| 8  | Islanda (bandiera)   | A     | Ingvi Rafn Guðmundsson        |
| 20 | Islanda (bandiera)   | A     | Þórarinn Brynjar Kristjánsson |
| 23 | Serbia (bandiera)    | A     | Branislav Miličević           |
| 9  | Islanda (bandiera)   | A     | Guðmundur Steinarsson         |
| 7  | Islanda (bandiera)   | A     | Magnús Sverrir Þorsteinsson   |